# Hans John (Marineoffizier)
Hans Walther John (* 31. März 1903 in Frankfurt (Oder); † 10. März 1973 in Schleswig) war ein deutscher Kapitän zur See der Kriegs- und Bundesmarine.

## Leben
Hans John trat 1924 in die Reichsmarine ein. Am 1. Juli 1930 zum Oberleutnant zur See befördert, war er 1931 auf dem Minensuchboot M 109 bei der 1. Minensuchhalbflottille in Kiel. Am 1. April 1935 wurde er Kapitänleutnant.

In der Kriegsmarine war er, nachdem er bereits Kommandant des Flottenbegleiters F 7 (1. Geleitflottille) war, von der Indienststellung im Mai 1936 bis August 1937 Kommandant des Flottenbegleiters F 5 (1. Geleitflottille) und kam dann von September 1937 bis Januar 1941 als Referent zum Sperrversuchskommando. Von Februar 1941 bis Juni 1941 war er als Korvettenkapitän Chef der 2. Räumbootsflottille bei der 2. Sicherungs-Division. Anschließend war er bis August des gleichen Jahres als Erster Admiralstabsoffizier im Stab der 2. Sicherungs-Division. Von August 1941 bis Oktober 1941 war er mit der Führung der 3. Sicherungs-Division beauftragt und kam dann als Erster Admiralstabsoffizier bis Dezember 1941 zurück zur 2. Sicherungs-Division. Als Vertretung wurde er im Dezember 1941/Januar 1942 Kommandeur der 2. Sicherungs-Division. Er übernahm bis Mai 1942 erst die erneut aufgestellte 7. Minensuchflottille (bei der 5. Sicherungs-Division) und bis März 1943 die ebenfalls erneut aufgestellte 6. Minensuchflottille (bei der 3. Sicherungs-Division) als Chef. Ab April 1943 war er Kommandeur des Sperrversuchskommandos und wurde am 17. Mai 1943 mit dem Deutschen Kreuz in Gold ausgezeichnet. Im Mai 1944 hatte er das Kommando über das Sperrversuchskommando an Heinrich Bramesfeld übergeben – übernahm er die 4. Sicherungs-Division, welche er bis zur Auflösung der Division im September 1944 führte und in La Rochelle stationiert war. In dieser Position wurde er am 1. April 1944 zum Kapitän zur See befördert. Anschließend war er bis Kriegsende mit der nach ihm benannten Marineregiment John für die Verteidigung der Festung La Rochelle unter dem Festungskommandanten Vizeadmiral Ernst Schirlitz verantwortlich. Das Marineregiment John wurde aus der 4. Sicherungs-Division und wahrscheinlich der 8. Minensuchflottille mit zwei Bataillonen aufgestellt. Am 4. Oktober 1944 vermerkt das Kriegstagebuch der Seekriegsleitung:
La Rochelle:
Folgende Marineeinheiten wurden neu aufgestellt:

a) Mar.Regiment "John" (1600 Mann) mit 3. Batl. aus U-Boots-, Vp.-Boots-, Sperrbrecher-Besatzungen, 3. Batl. aus Personal der U-Flott.
Das Marineregiment John bestand bis Kriegsende. Am 28. Mai 1947 wurde er aus der Kriegsgefangenschaft entlassen.
Nach dem Krieg wurde Ende 1950 durch den Kommandeur der United States Naval Forces Germany (COMNAVFORGER) die ehemaligen Kriegsmarineoffiziere des NHT darüber informiert, dass Ende September 1950 Labor Service Units in Bremerhaven und Schierstein am Rhein eingerichtet werden sollten. Diese Einheiten, u. a. mit Minenräumbooten auszustatten, sollten durch geeigneten ehemalige Kriegsmarineoffiziere geführt werden. Für einen Vorschlag dafür wurde die Anfrage des COMNAVFORGER an das NHT gerichtet. Friedrich Ruge als Mitglied des NHT ging auf Walter Berger und John zu. Berger war ab November 1950 als Verbindungsoffizier bei LSU (A) in Heidelberg eingesetzt, bevor er später zur auf der US Naval Advance Base in Bremerhaven eingerichteten LSU (B) wechselte. Als ältester, ehemaliger deutscher Offizier, die Mitglieder der LSU (B) waren alle Zivilpersonen, war er hier Commander LSU. In dieser Funktion war er u. a. für den Auswahl von deutschem Marinepersonal verantwortlich. Aus dieser Position heraus setzte er sich für die bei der LSU angestellten ehemaligen Angehörigen der Kriegsmarine ein.
John trat 1956 als Kapitän zur See in die Bundesmarine ein. Ab Januar 1957 war er für zwei Jahre Kommandeur der neu eingerichteten Marineunterwasserwaffenschule in Flensburg. Im Januar 1959 übergab er das Kommando an Kapitän zur See Gerhard Wiebe.